# Konfederacja Polski Niepodległej
De Confederatie voor een Onafhankelijk Polen (KPN) (Pools: Konfederacja Polski Niepodległej) is een Poolse politieke partij. De KPN werd opgericht in 1979 en was daarmee de eerste openlijk anticommunistische partij van het toenmalige Oostblok. Ideologisch grijpt de KPN terug op de vooroorlogse traditie van Józef Piłsudski en diens sanacja-bewind. De partij is fel anticommunistisch en staat in economisch opzicht een model van gematigde staatsinterventie en protectionisme voor. Haar visie op het buitenlands beleid is vooral gebaseerd op versterking van de Visegrádgroep en het Intermarium (de Baltische staten, Wit-Rusland en Oekraïne). Leider van de partij was van 1979 tot ver in de jaren 2000 Leszek Moczulski. Ondanks haar roemruchte verleden is de KPN sinds de eeuwwisseling nog slechts een splinterpartij.

## Geschiedenis

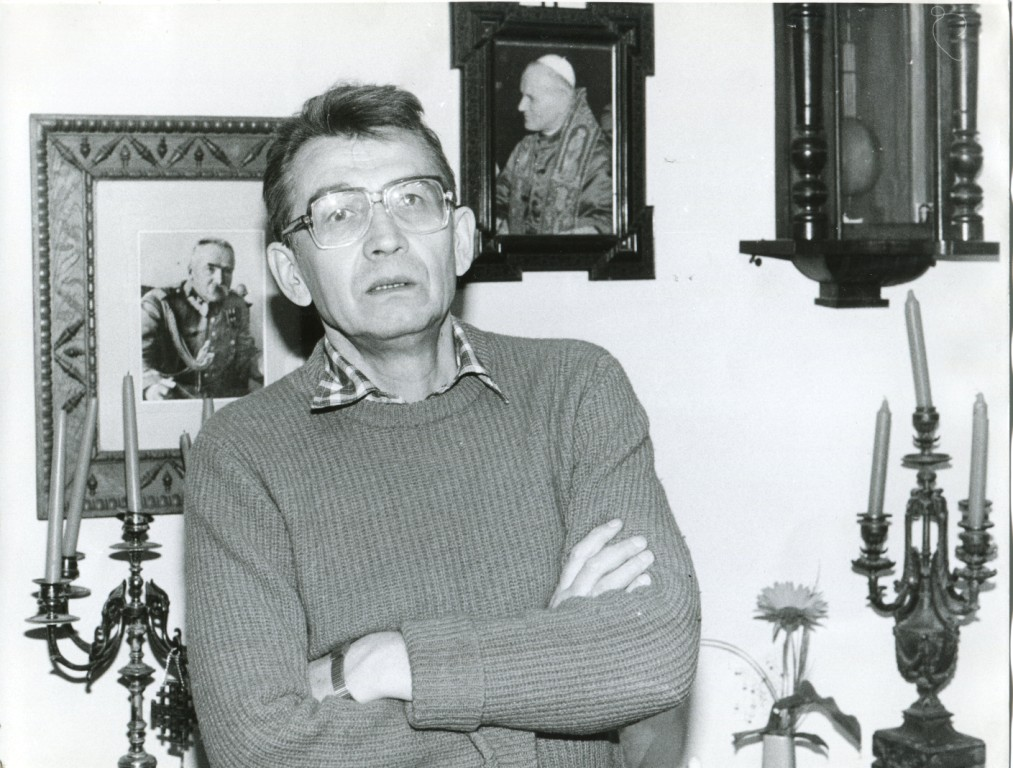
Moczulski tussen 1978 en 1980

De partij werd opgericht op 1 september 1979 als ondergrondse verzetsbeweging tegen het communistische regime en was gelieerd aan een andere ondergrondse groep, de Beweging ter Verdediging van de Mensen- en Burgerrechten (ROPCiO). Tijdens een bijeenkomst op 17 september van dat jaar werd de oprichter van de partij, Leszek Moczulski, tot voorzitter verkozen. De partij wees de overheersing door de Sovjet-Unie af, benadrukte het belang van onderlinge solidariteit tussen de volken van Midden- en Oost-Europa en eiste de onafhankelijkheid van Oekraïne. Vanwege het radicale karakter van de organisatie heeft de KPN vanaf de eerste dag van haar bestaan tot ver in 1989 blootgestaan aan arrestaties en andere vormen van repressie door de binnenlandse veiligheidsdienst, de SB; Moczulski zelf werd in 1982 tot zeven jaar gevangenisstraf veroordeeld. Niettemin organiseerde de groepering vele manifestaties en gaf talloze ondergrondse publicaties uit.
De KPN wees ieder compromis met het regime af en nam daarom niet deel aan de rondetafelconferentie tussen vertegenwoordigers van het regime en vertegenwoordigers van de oppositie in de eerste helft van 1989. Wel wist de partij later dat jaar zonder financiële middelen, zonder toegang tot de media en ondanks de tegenwerking door de SB, toch een kandidatenlijst te laten registreren voor de gedeeltelijk vrije parlementsverkiezingen. Hoewel de KPN geen enkele zetel wist te bemachtigen, won ze in deze periode toch aan betekenis en groeide uit tot een soort derde macht naast het regeringskamp en Solidariteit. De presidentsverkiezingen van 1990 waren de eerste waarbij de KPN haar programma via de media aan het grote publiek kon presenteren, maar KPN-leider Moczulski behaalde desondanks slechts 2,50% van de stemmen en kwam daarmee op de laatste plaats. Ook in deze periode viel de KPN vooral op door het organiseren van protestmanifestaties.
Haar grootste succes boekte de KPN bij de parlementsverkiezingen van 1991, toen de partij 7,50% van de stemmen behaalde, wat leidde tot 46 zetels in de Sejm en 4 in de Senaat. Doordat ook enkele kleine partijtjes met de KPN geaffilieerd waren, kwam de KPN feitelijk over 51 zetels te beschikken, waarmee het een van de grootste fracties in het Poolse parlement werd. Toch bleef de invloed van de KPN beperkt, doordat de partij buiten de coalitieregeringen van Jan Olszewski, Waldemar Pawlak en Hanna Suchocka bleef; in 1992 vonden er wel besprekingen plaats over een eventuele toetreding tot de regering-Olszewski, maar deze mislukten nadat minister van Binnenlandse Zaken Macierewicz Moczulski van samenwerking met de SB had beschuldigd. Bij de parlementsverkiezingen van 1993 wist de KPN weliswaar met 5,77% van de stemmen boven de pas ingevoerde kiesdrempel te blijven, maar kon bij de solide meerderheid van de postcommunistische partijen SLD en PSL met haar 22 zetels weinig uitrichten. 

In deze periode raakte de partij in een crisis en in 1996 kwam het tot een breuk toen Moczulski's tweede man, Adam Słomka, een nieuwe partij oprichtte, "KPN-Patriottisch Kamp" (KPN-Obóz Patriotyczny). Beide partijen namen aanvankelijk deel aan de totstandkoming van de brede rechtse coalitie Verkiezingsactie Solidariteit (AWS), maar Moczulski's KPN trok zich daar kort voor de verkiezingen uit terug. Toch bleef een aantal KPN-leden tegen de zin van Moczulski op de lijsten van de AWS staan, waardoor de KPN alsnog 3 zetels in de Sejm en 1 in de Senaat kreeg; bij dezelfde verkiezingen kreeg Słomka's KPN-OP, ook binnen het kader van de AWS, 8 zetels in de Sejm en 1 senator. Hierna verdween zowel de KPN als de KPN-OP snel in de marge, al maakten ze nog deel uit van diverse kleine rechtse coalities. 
In 2003 werd de KPN uit het kiesregister geschrapt, de partij bleef actief en werd in 2007 opnieuw ingeschreven. Moczulski, die toen reeds lang gepensioneerd was, werd bij die gelegenheid erevoorzitter van de partij. Zowel de KPN als de KPN-OP bestaat nog steeds, maar geen van beide partijen heeft ooit nog een rol van enige betekenis gespeeld. De verhouding tussen beide partijen is steeds zeer gespannen geweest.
Overigens heeft de KPN naast de KPN-OP ook andere afsplitsingen gekend. De eerste daarvan was al in 1984, toen een groep rondom Romuald Szeremietiew de Poolse Onafhankelijkheidspartij (PPN) oprichtte. Ook in 1990 verliet een groep leden de partij en ging Lech Wałęsa steunen in diens campagne voor de presidentsverkiezingen. Zij richtten de "KPN-Democratische Fractie" (KPN-Frakcja Demokratyczna) op, waarvan een deel in 1991 bij de Republikeinse Coalitie (KR) terechtkwam. In 1994 stapte opnieuw een groep leden uit de partij om de KPN "Prawica Polska" (KPN "Pools Rechts") op te richten.